# Ferreta
 (août 2025).
Si vous disposez d'ouvrages ou d'articles de référence ou si vous connaissez des sites web de qualité traitant du thème abordé ici, merci de compléter l'article en donnant les références utiles à sa vérifiabilité et en les liant à la section « Notes et références ».

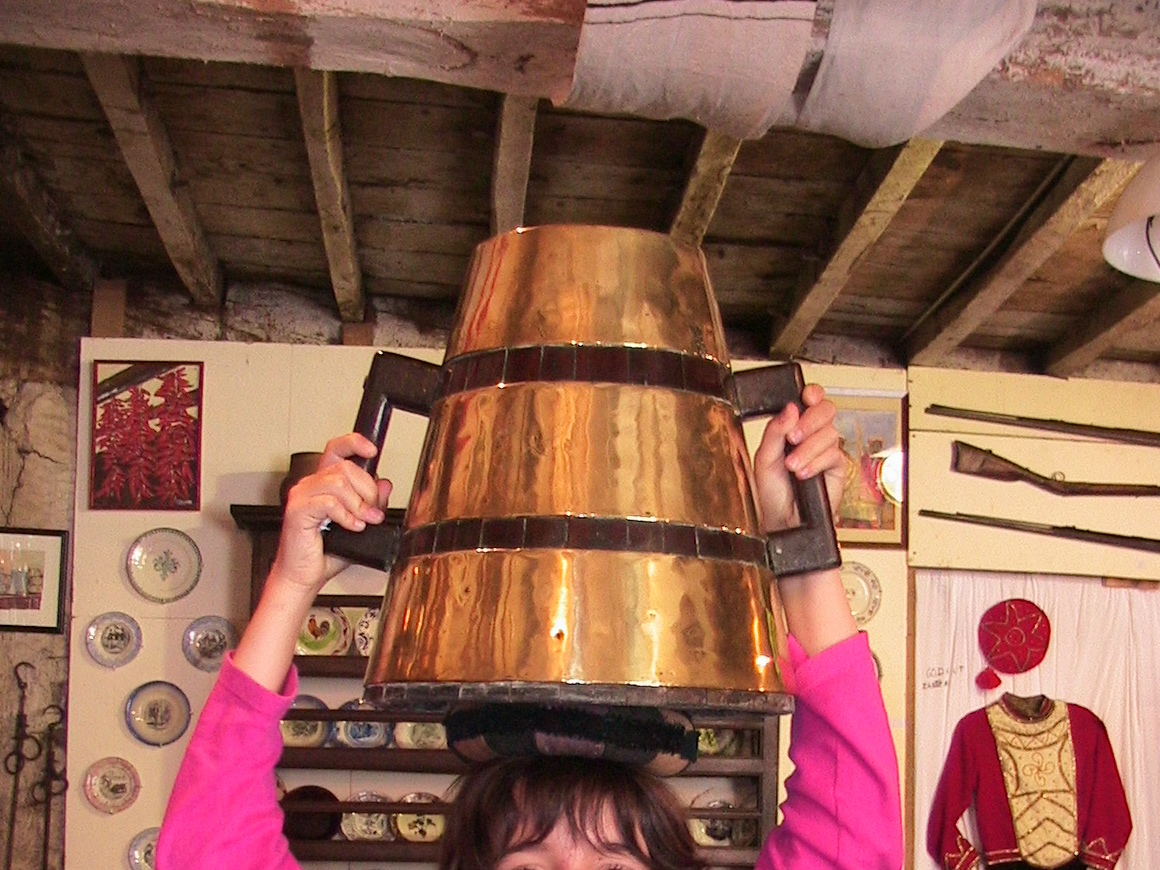
Transport de la ferreta

La ferreta (en basque) ou herrade (en gascon) est un récipient en bois qui permettait le transport et le stockage de l'eau dans les maisons du Pays basque et de Gascogne,.
Ce récipient de forme tronconique était réalisé selon les techniques de la tonnellerie. Il était constitué d'un fond plat et d'une enveloppe en lattes de bois gonflées par l'eau et maintenues assemblées par trois anneaux métalliques, d'où son nom, du latin ferrata qui signifie 'ferrée' (bien que les anneaux étaient en laiton).
Elles étaient munie de deux anses. Les femmes les portaient sur leur tête au moyen d'un coussinet annulaire appelé burute ou kapetxa. La ferreta n'était pas couverte mais un petit flotteur de bois ouvragé (appelé ferreta-gaina) empêchait le ballottement de l'eau.
La ferreta était déposée sur l'évier de la cuisine. Certaines d'entre elles étaient équipées d'un petit robinet. On recourait plus généralement à la kopetxa, un instrument métallique ayant la forme d'une petite casserole dont le long manche permettait l'écoulement de l'eau. On pouvait y boire à la régalade.

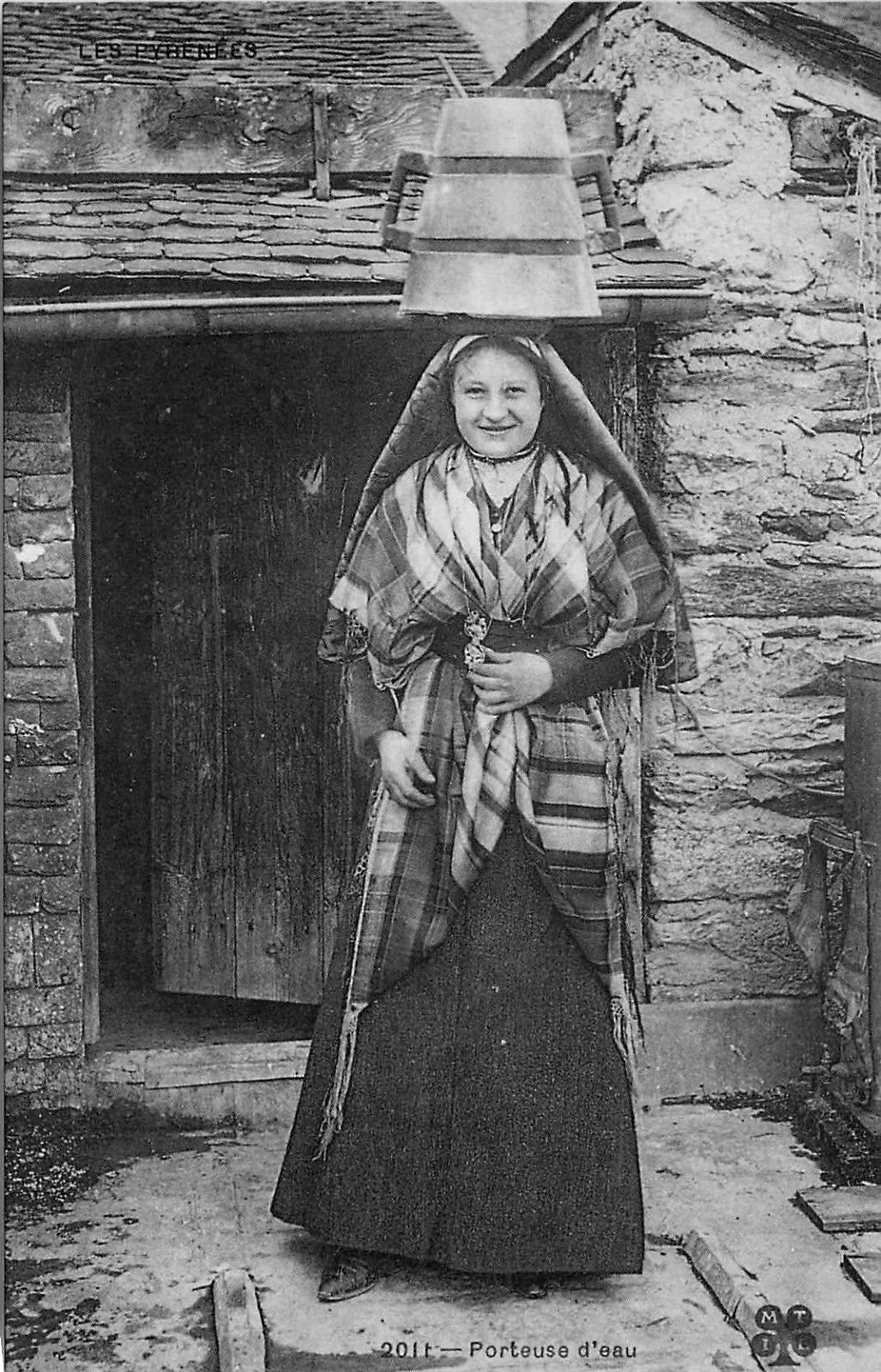
Porteuse d'eau dans les Pyrénées gasconnes

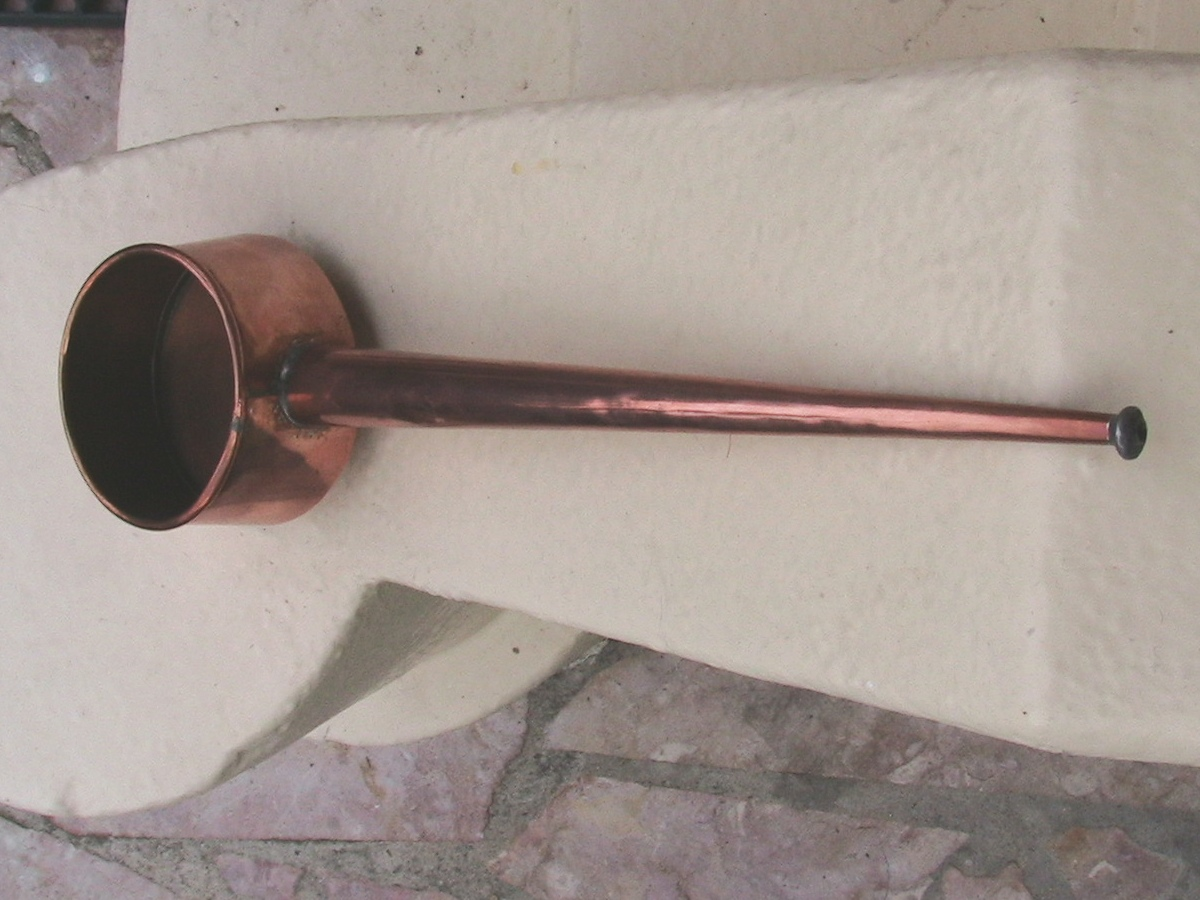
Kopetxa ou zurubita pour le service de l'eau